# 马来西亚教会学校
马来西亚教会学校，是在马来亚独立后，教会学校也从当年的英校制改成以马来文为主的教育方式。改制后的20年，基本上校长老师及学生会努力维持用英文谈话及维护校风等举动。一旦整个世代的英制时代的老师退休后，新生代的老师皆接受以马来文为主的国民教育，教会学校已经变质了。
教会学校得到教育部的一部分津贴，学校则交由马来西亚教育部管理，包括课程、师资、学生来源等。学校的董事会则依教育部的要求组建，不过校地主权还是归属于教会。

## 背景
英国人在殖民地时代的马来亚创办学校有两种方法即通过殖民地政府拨政府地创办官办英校及通过批准教会土地以创办教会学校。当年官办英校随着独立后，改成国民学校，土地权属于政府。全国有487间教会学校，校地是属于教会的。

## 特点
教会学校保留了拉丁文的校徽、英文校歌及一些传统的体育风气，基本上课程与国小及国中没有差别。其中部分教会学校还保留了英文校名例如槟城大英义学（Penang Free School）、吉隆坡圣约翰国民中学（St. John Institution）等等。